# 谯县
谯县，中国古县名。在今安徽省亳州市境，明朝初年废除。
秦朝时属砀郡。南北朝时，改谯县为小黄县。隋朝开皇十六年（596年），以小黄县分置梅城县。大业三年（607年），改小黄郡为谯县，梅城县并入。属谯郡。唐朝时，属谯郡、亳州，为紧县。北宋时，仍属亳州，为望县，当在建炎南渡后，随亳州被金朝所占。明朝洪武初年，作为亳州州治的谯县并入，至此废。